# Ledio Zanetti
Ledio Zanetti (Zurigo, 18 agosto 1925 – 6 maggio 1985) è stato un calciatore svizzero di ruolo attaccante.

## Carriera
Nativo di famiglia con origini italiane, iniziò a giocare nelle giovanili della squadra Blue Stars di Zurigo. Nel 1945/1946 passa all' FC Zurigo giocando solo 3 partite.
La stagione successiva nel campionato nazionale di Lega Nazionale B diventa subito protagonista con 28 presenze e 38 goal (miglior realizzatore) e con la squadra guadagnò subito la promozione in Lega Nazionale A.
Dalla stagione 1947/1948 alla stagione 1949/1950 giocò con regolarità nella Lega A collezionando 87 presenze e 60 goal.
Nella stagione 1950/1951 si trasferisce ai cugini del Grasshoppers che nel frattempo erano in Lega Nazionale B. Anche con il suo contributo realizzativo il Grasshoppers ritorna in Lega Nazionale A (116 realizzati 21 subiti con 13 punti dalla seconda il Berna).
Richiesto da parecchi clubs nella stagione 1951/1952 giocherà nel Bellinzona con la quale disputerà anche la stagione 1952/1953.
Nella stagione 1953/1954 ritorna al FC Zurigo disputando 16 gare e realizzando 9 goal. La stagione successiva sarà l'ultima nell' FC Zurigo e Lega A dove giocherà solo 3 partite senza realizzazioni.
Concluse la carriera nella squadra SCI Juventus di Zurigo.
Non riuscì ad esordire nella Nazionale Maggiore ma partecipò a diverse partite della Nazionale Svizzera B.